# Plagiogyria adnata
Plagiogyria adnata är en ormbunkeart som först beskrevs av Bl., och fick sitt nu gällande namn av Richard Henry Beddome. Plagiogyria adnata ingår i släktet Plagiogyria och familjen Plagiogyriaceae. Inga underarter finns listade.